# جيمس ردينغ وير
جيمس ردينغ وير (بالإنجليزية: James Redding Ware)‏ (1832 - 1909)؛ كاتب مسرحي وروائي بريطاني.